# Pläd

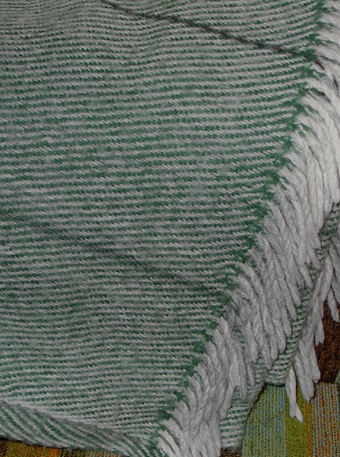
En pläd med drejad (tvinnad) frans.

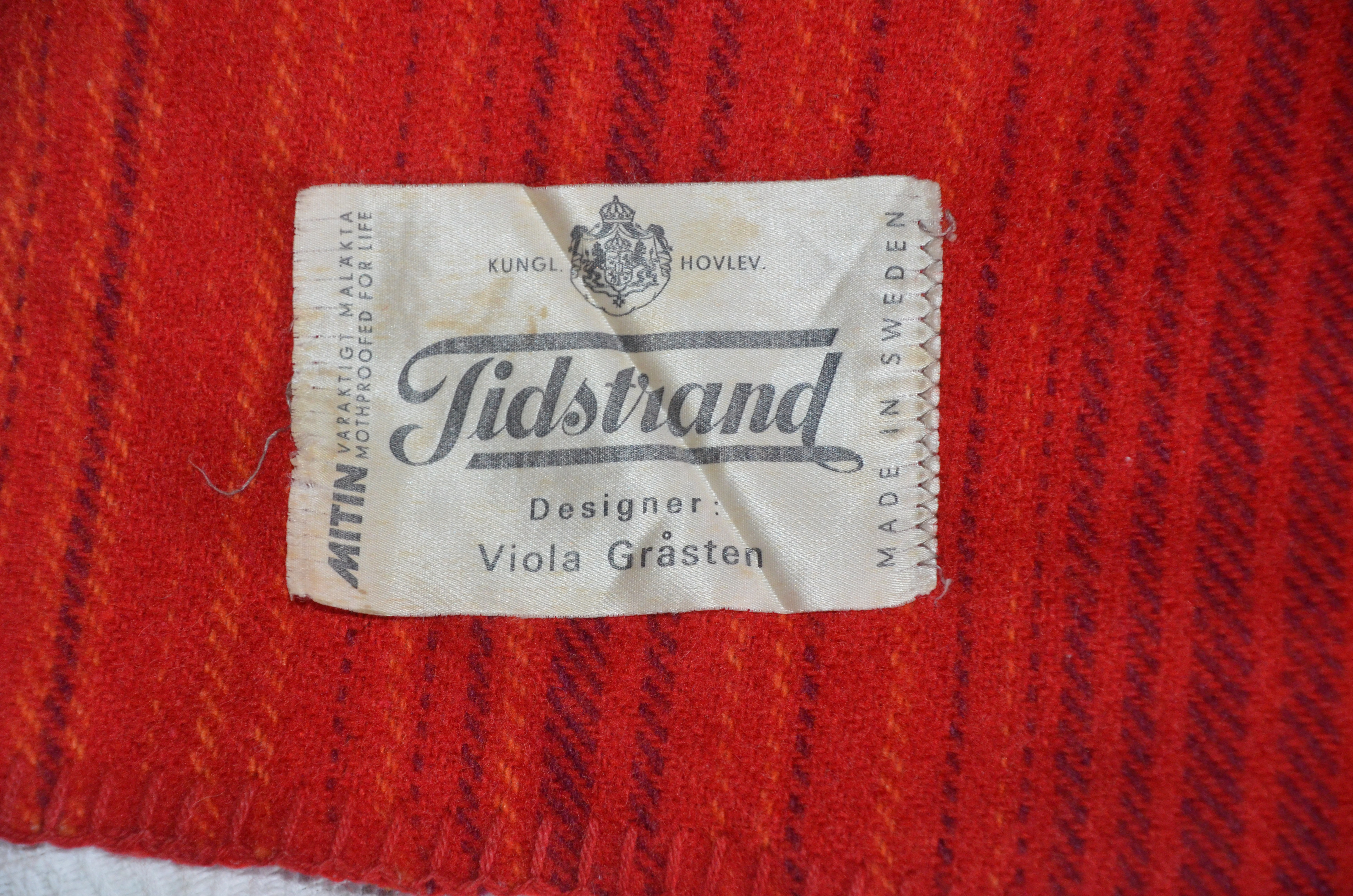
Etikett på Mitin-behandlad pläd designad av Viola Gråsten.

Pläd är en lätt resefilt av tunnare eller tjockare kvalitet, som dock inte är så kraftig att den övergår att kallas täcke. Pläden liknar ofta en matta till utseende, men är mjukare, rörligare och lättare. Som tillbehör kan finnas ett metallhandtag, som med ett par läderremmar kan spännas fast kring en hoprullad pläd, som då under en resa är lätt att bära med sig. Pläd plus handtag kan även användas för att åstadkomma ett skyddsomslag till ömtåligt resgods.

## Etymologi
Svenska pläd (första belägg 1824) är hämtat från skotska plaid, vilket ord är där känt åtminstone sedan 1512 och är hämtat från skotsk gaeliska plaide. Var detta ord i sin tur kommer ifrån är okänt. Iriska ploid betyder filt.

## Plaid
Plaid betecknar den rektangulära sjal som i Skotska högländerna traditionellt bärs över vänster axel till kilten. Plaid bärs även av kvinnor. Plaiden och kilten är oftast rutmönstrade i klanens färger. Därför har ofta även moderna plädar, även om de inte ingår i en skotsk nationaldräkt, mönster som påminner om de skotska. Ändamålet med pläden är att ge värme och i viss mån skyla användaren. En plaid kan också bäras kring midjan, och då räcker den till knäna. I kyligt väder kan den dras ända ner till fötterna. I Skotska lågländerna är det traditionella mönstret svarta rutor på vit botten eller grårandigt. Sjalen kallas där shepherd's plaid (herdepläd) eller maud. 

## Material
Plädar vävs ofta i ull, men andra material kan förekomma. Efterbehandling av ullvävda plädar är ruggning, som inom industrin oftast utförs maskinellt. Hobbyvävare skickar in enstaka plädar för ruggning och måste då väva särskilda partier för fästanordning. Vid dubbelspolat inslag av ull ger ruggningen en tjockare pläd än vid ett enkelspolat inslag. Ullgarnets kvalitet påverkar också resultatet. En pläd som vävs med hårdtvinnat ryagarn kan inte ruggas till samma mjuka kvalitet som ett ullgarn som tvinnas lösare vid spinningen.
Yllegarn för plädar behandlades tidigare ofta med bekämpningsmedel mot klädesmal, som Eulan, Mitin och DDT, mycket stabila medel, vars användning senare förbjudits i Sverige.